# Kees Thies
Cornelis Thies, detto Kees (9 ottobre 1976), è un ex giocatore di calcio a 5 olandese.

## Carriera
Thies ha debuttato nella Nazionale di calcio a 5 dei Paesi Bassi in occasione di un'amichevole contro il Belgio giocata il 15 gennaio 2005 e terminata con il risultato di 3-2 per i belgi. Con i tulipani ha disputato il campionato europeo 2005 nel quale ha giocato tre partite e realizzato una rete. A livello di club ha militato in HV/SCN, Hovocubo e Marlène.

## Palmarès
- Campionato olandese: 4
Hoornsche Veerhuys: 1999-2000
Marlène: 2003-04, 2005-06, 2008-09